# Джангы
Джангы́ (Дьангы) — река в Таймырском районе Красноярского края России, в западных отрогах плато Путорана. Вытекает из озера Вершины Джангы в горах Хараелах (район хребта Валёк) и впадает в озеро Пясино. Длина реки 77 км. Площадь бассейна — 597 км².
В верхнем течении Джангы протекает по горному району, в нижнем — по заболоченной равнине. В ряде мест река разливается до ширины 200 метров, периодически распадается на систему проток. Питание реки преимущественно снеговое.

## Топографические карты
- Лист карты R-45,46 Норильск.  Масштаб: 1 : 1 000 000. Издание 1990 г.
- Атлас «Норильск и окрестности», подготовлен по заказу ЦАГРЭ г. Норильска, гл. ред. А. Носков, масштаб 1:100 000, с. 5—7, 16—17. Издание 1999 г.